# Garbologia
Garbologia é um ramo de pesquisa da arqueologia que estuda os resíduos deixados por uma população e analisa-os para tentar obter informações sobre os seus costumes.
O nome veio de garbage, que em inglês significa lixo, e foi adotado pelo arqueólogo William L. Rathje. Ao longo de seus estudos sobre a cultura maia, Rathje percebeu que boa parte dos artefatos encontrados era material que havia sido descartado. Decidiu então aplicar o mesmo método ao lixo encontrado nas cidades dos EUA, lançando assim o Projeto Lixo (Garbage Project), em 1973.
Antes disso, garbologia era um termo pejorativo usado para rotular trabalhos como o do jornalista americano A.J. Weberman, que escrevia reportagens baseadas no que encontrava no lixo de Bob Dylan.